# Nikolaos Koutouzis
Nikolaos Koutouzis, o Koutousis (griego: Νικόλαος Κουτούζης; 1741-1813) fue un pintor, poeta y sacerdote griego. Formó parte de la Escuela Heptanesa, pero también de la Ilustración Moderna griega en el arte. Su maestro fue el pintor Nikolaos Doxaras. A Koutouzis se le atribuyen 136 cuadros. Fue uno de los últimos pintores griegos en incorporar el estilo veneciano durante su declive, debido a la caída de la República de Venecia. Fue maestro de Nikolaos Kantounis, quien recibió una gran influencia de su estilo.

## Biografía

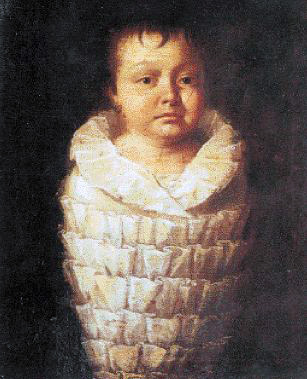
Se dice que es un retrato de Dionisios Solomós cuando era bebé (c.1799/1800)

Nació en una parte de Grecia que estaba bajo control veneciano, en lugar de otomano. Parece haber recibido sus primeras lecciones de arte de Nikolaos Doxaras, que vivió en Zante durante la década de 1750. A la edad de dieciséis años, bajo su dirección, Koutouzis pintó decoraciones en las iglesias de San Juan de Damasco y San Demetrio, ambas destruidas desde entonces. Es posible que haya vivido en Venecia de 1760 a 1764 y haya sido aprendiz de Giovanni Tiepolo. De ser así, definitivamente regresó a Zakynthos en 1766, pintando la Procesión de San Dionisio.
También escribió poemas satíricos sobre asuntos y escándalos locales, que a menudo contenían agudas sátiras de sus contemporáneos. En 1770 sufrió un asalto en el que resultó herido en la cara. Para ocultar la cicatriz, se dejó crecer la barba. Este suceso también se cita como la razón por la que se hizo sacerdote, pero tuvieron que pasar siete años antes de que asumiera sus obligaciones sacerdotales en Lefkada. Posteriormente, fue párroco en varias localidades de su isla natal.
No obstante, siguió escribiendo poesía satírica. Esto, combinado con lo que se consideraba una forma teatral de dirigir los servicios religiosos, provocó enfrentamientos con sus superiores y feligreses. Finalmente, fue acusado de «mala conducta y violación del ritual ortodoxo» y expulsado en 1810. Tres años más tarde, algunos de sus acusadores se retractaron y fue readmitido, pero se negó a asumir sus funciones. Murió pocos meses después. Aunque se centró en la pintura religiosa, sus retratos fueron más conocidos en vida. También acogió a algún que otro estudiante, sobre todo a Nikolaos Kantounis.

## Galería

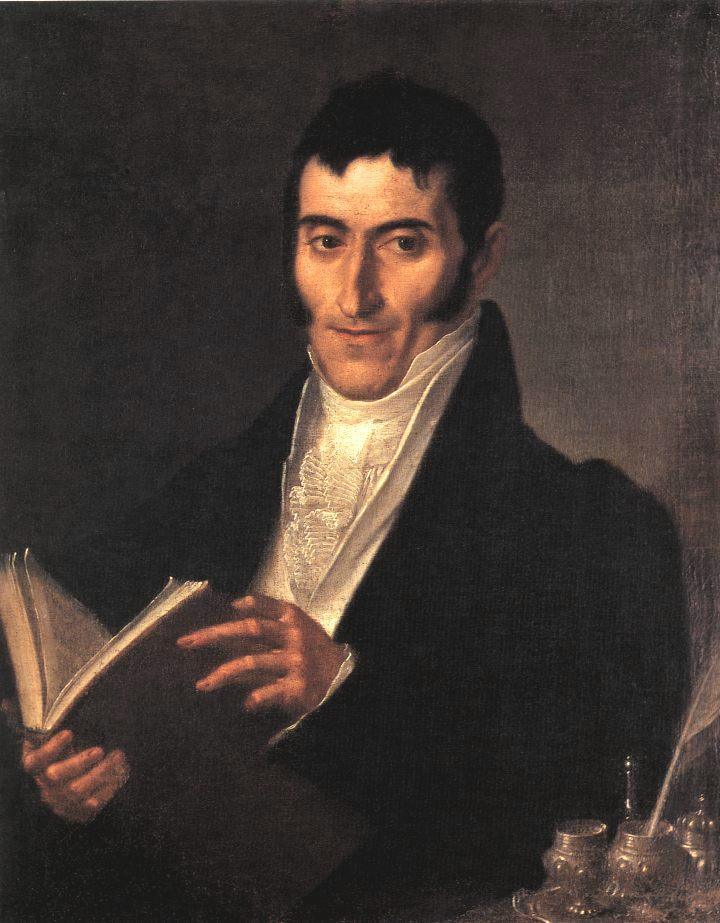
Retrato de un erudito
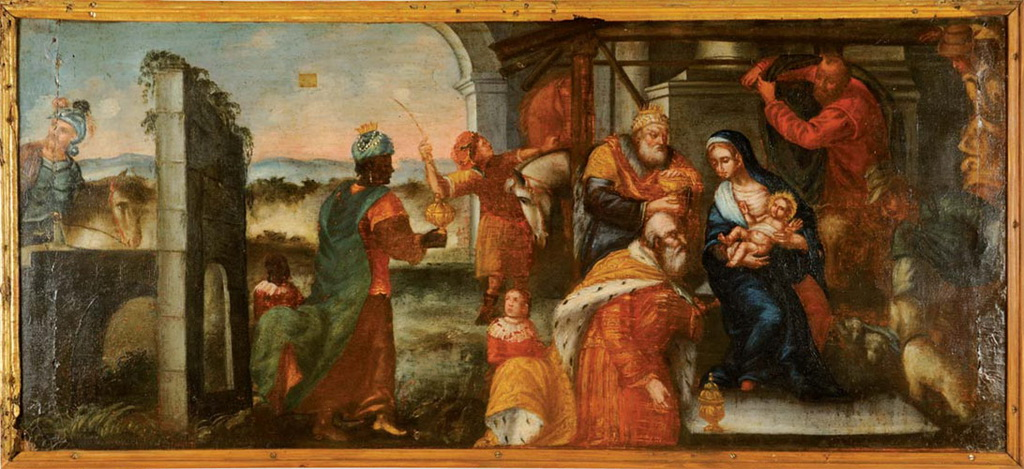
Adoración de los Reyes Magos
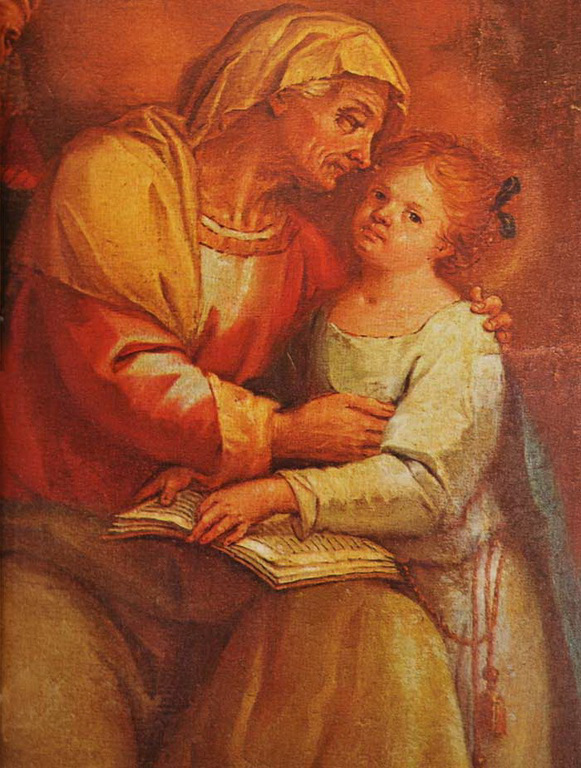
Santa Ana
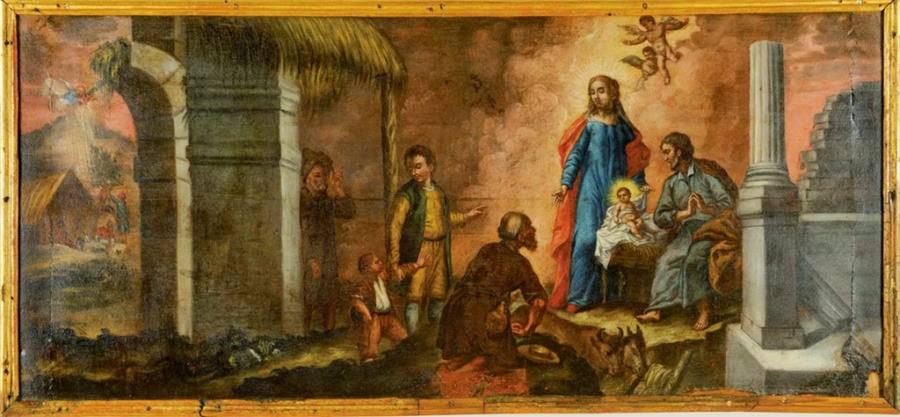
Adoración de los pastores
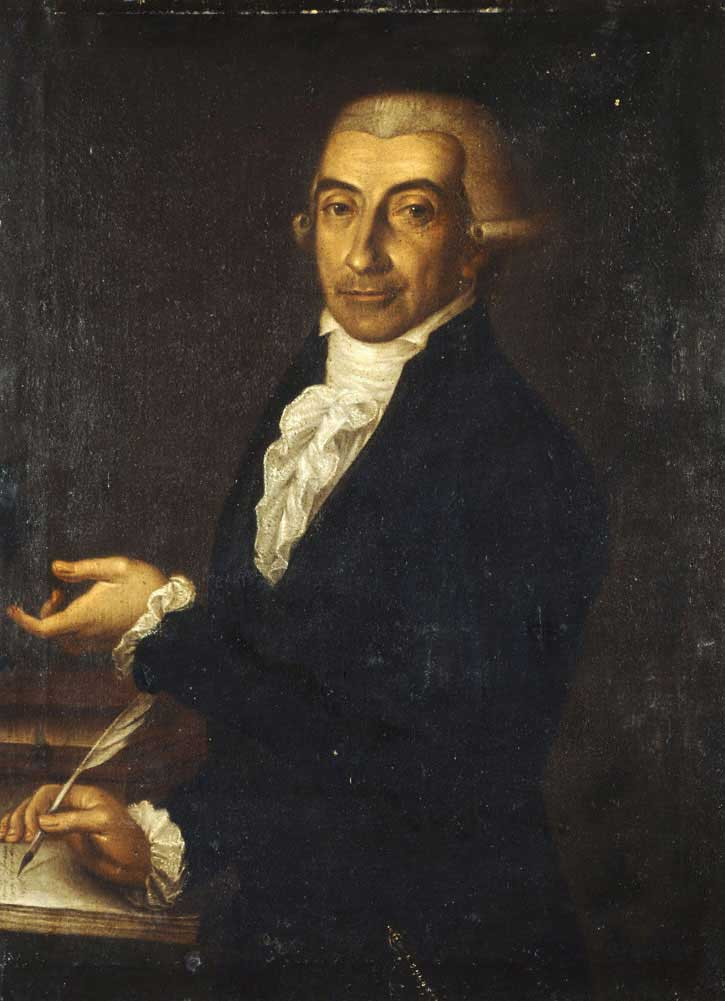
Retrato de un noble con peluca
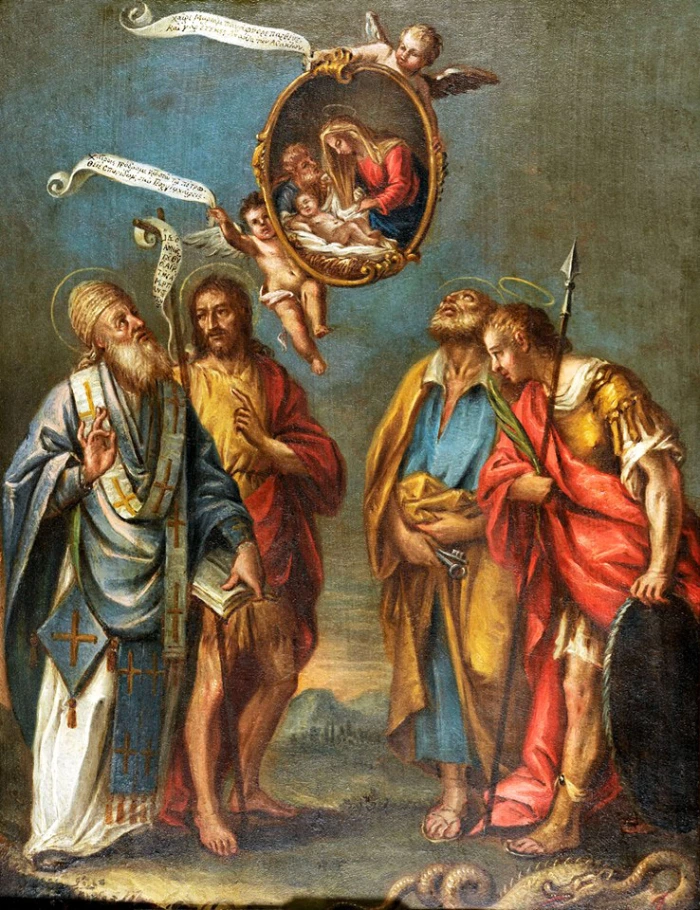
San Spyridon, San Juan Bautista, San Pedro y San Jorge

## Otras lecturas
- Nikolaos Koutouzis, Βωμολοχικές σάτιρες ιερέων, (poemas satíricos) Periplus, 1996ISBN 978-960-7131-42-3
- Dinos Konomos, Nikolaos Koutouzis (una novela biográfica ), Atenas, A. Karavias, 1974